# Gonnosfanadiga
Gonnosfanadiga (sardinski: Gònnos) je grad i općina (comune) u pokrajini Južnoj Sardiniji u regiji Sardiniji, Italija. Nalazi se na nadmorskoj visini od 180 metara i ima 6 611 stanovnika.
 Prostire se na 125,19 km². Gustoća naseljenosti je 53 st/km².
Susjedne općine su: Arbus, Domusnovas, Fluminimaggiore, Guspini, Pabillonis, San Gavino Monreale i Villacidro.